# Liste der Kulturdenkmäler in Soisdorf
Die folgende Liste enthält die in der Denkmaltopographie ausgewiesenen Kulturdenkmäler auf dem Gebiet des Ortsteils Soisdorf der Gemeinde Eiterfeld, Landkreis Fulda, Hessen.
Hinweis: Die Reihenfolge der Denkmäler in dieser Liste orientiert sich an der Anschrift, alternativ ist sie auch nach der Bezeichnung, der vom Landesamt für Denkmalpflege vergebenen Nummer oder der Bauzeit sortierbar.
Kulturdenkmäler werden fortlaufend im Denkmalverzeichnis des Landes Hessen durch das Landesamt für Denkmalpflege Hessen auf Basis des Hessischen Denkmalschutzgesetzes (HDSchG) geführt. Die Schutzwürdigkeit eines Kulturdenkmals hängt nicht von der Eintragung in das Denkmalverzeichnis des Landes Hessen oder der Veröffentlichung in der Denkmaltopographie ab.

Das Vorhandensein oder Fehlen eines Objekts in dieser Liste ist keine rechtsverbindliche Auskunft darüber, ob es Kulturdenkmal ist oder nicht: Diese Liste entspricht möglicherweise nicht dem aktuellen Stand der offiziellen Denkmaltopographie. Diese ist für Hessen in den entsprechenden Bänden der Denkmaltopographie Bundesrepublik Deutschland und im Internet unter DenkXweb – Kulturdenkmäler in Hessen einsehbar. Auch diese Quellen sind, obwohl sie durch das Landesamt für Denkmalpflege Hessen aktualisiert werden, nicht immer aktuell, da es im Denkmalbestand immer wieder Änderungen gibt.
Eine verbindliche Auskunft erteilt allein das Landesamt für Denkmalpflege Hessen.
Nutze diese Kartenansicht, um Koordinaten in der Liste zu setzen. In dieser Kartenansicht sind Kulturdenkmale ohne Koordinaten mit einem roten bzw. orangen Marker dargestellt und können in der Karte gesetzt werden. Kulturdenkmale ohne Bild sind mit einem blauen bzw. roten Marker gekennzeichnet, Kulturdenkmale mit Bild mit einem grünen bzw. orangen Marker.
| Bild                        | Bezeichnung                 | Lage                                                                                    | Beschreibung                                                                                                   | Bauzeit                            | Objekt-Nr. |
| --------------------------- | --------------------------- | --------------------------------------------------------------------------------------- | --- | ---------------------------------- | ---------- |
| Bild gesucht BW             | Fachwerkhaus                | Am Baumgarten 1 LageFlur: 15, Flurstück: 34/2                                           | | Ursprung nach 1750                 | 37492 DDB  |
| Bild gesucht BW             | Fachwerkhaus                | Am Dorfwasser 2 LageFlur: 15, Flurstück: 40/3                                           | | Um 1800                            | 37493 DDB  |
| Bild gesucht BW             | Fachwerkhaus                | Am Knottenberg 2 LageFlur: 15, Flurstück: 13/1                                          | | Vor 1850                           | 37494 DDB  |
| Bild gesucht BW             | Muttergottes                | Antsanvia 19 LageFlur: 15, Flurstück: 96/3                                              | Vollplastik der Muttergottes.                                                                                  | 1888, bezeichnet.                  | 37496 DDB  |
| Fachwerkhaus, Hofeinfassung | Fachwerkhaus, Hofeinfassung | Antsanvia 19 LageFlur: 15, Flurstück: 96/3                                              | Stattliches zweistöckiges Fachwerkhaus auf mittelhohem Quadersockel.                                           | Um 1800                            | 37495 DDB  |
| Bild gesucht BW             | Bildstock                   | Auf der Heerstraße LageFlur: 12, Flurstück: 40                                          | Am Feldrand stehender Bildstock der vermutlich kurz nach Ende des dreißigjährigen Krieges entstanden ist.      | Um 1650                            | 37497 DDB  |
| Bild gesucht BW             | Heiliger Josef              | Hahnengasse 11 LageFlur: 15, Flurstück: 70/1                                            | Vollplastik des heiligen Josef.                                                                                | Um 1900 vermutet                   | 37502 DDB  |
| Bild gesucht BW             | Wegekreuz                   | Hinter dem Klingelhauck LageFlur: 13, Flurstück: 33                                     | Steinkruzifix                                                                                                  | 1881, bezeichnet.                  | 37507 DDB  |
| weitere Bilder              | Wehrfriedhof                | Kirchgasse, Kirchgasse 5/8 LageFlur: 15, Flurstück: 62, 63, 64                          | |                                    | 37499 DDB  |
| Bild gesucht BW             | Friedhofskreuz              | Kirchgasse LageFlur: 15, Flurstück: 63                                                  | Steinkruzifix                                                                                                  | 1866, bezeichnet.                  | 37500 DDB  |
| weitere Bilder              | Katholische Kirche          | Kirchgasse 7 LageFlur: 15, Flurstück: 60                                                | Schlichter Rechteckbau mit eingezogenem Chorturm.                                                              | 1718/23                            | 37498 DDB  |
| Bild gesucht BW             | Wegekreuz                   | Tauschweg 19 LageFlur: 5, Flurstück: 10/3                                               | Steinkruzifix                                                                                                  | 1886, bezeichnet.                  | 37501 DDB  |
| Bild gesucht BW             | Bildstock                   | Vachaer Straße LageFlur: 15, Flurstück: 130/6                                           | Ältester Bildstock des Hünfelder Landes.                                                                       | 1614, bezeichnet.                  | 37504 DDB  |
| Bild gesucht BW             | Bildstock                   | Vachaer Straße LageFlur: 13, Flurstück: 62/8                                            | | Um die Mitte des 17. Jahrhunderts. | 37506 DDB  |
| weitere Bilder              | Gefallenen–Denkmal          | Vachaer Straße 2 LageFlur: 12, Flurstück: 52/5                                          | Kriegerdenkmal für die Gefallenen des Deutsch-Französischen Krieges 1870/71 und des Ersten Weltkriegs 1914/18. | Um 1920 vermutet.                  | 37503 DDB  |
| Bild gesucht BW             | Bildstock                   | Vachaer Straße (gegenüber der Einmündung Am Knottenberg) LageFlur: 15, Flurstück: 130/8 | | Mitte des 17. Jahrhunderts         | 37505 DDB  |